# Reshef
Reshef (även transkriberad Resheph) är namnet på en västsemitisk sjukdomsgud, även förknippad med solen, läkekonst, projektiler och torka.
Babylonierna identifierade honom med Nergal och grekerna identifierade honom med Apollon.

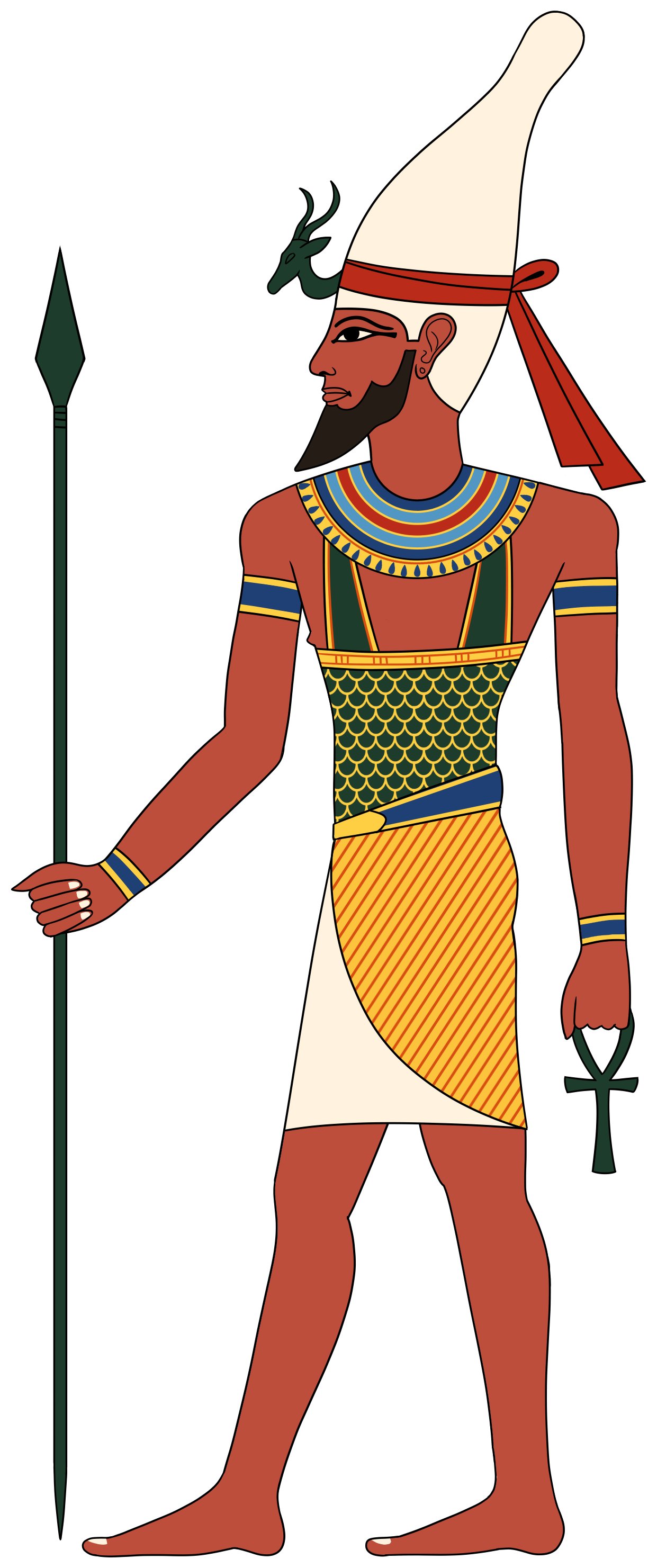
Är gud Reshef